# Діука короткохвоста

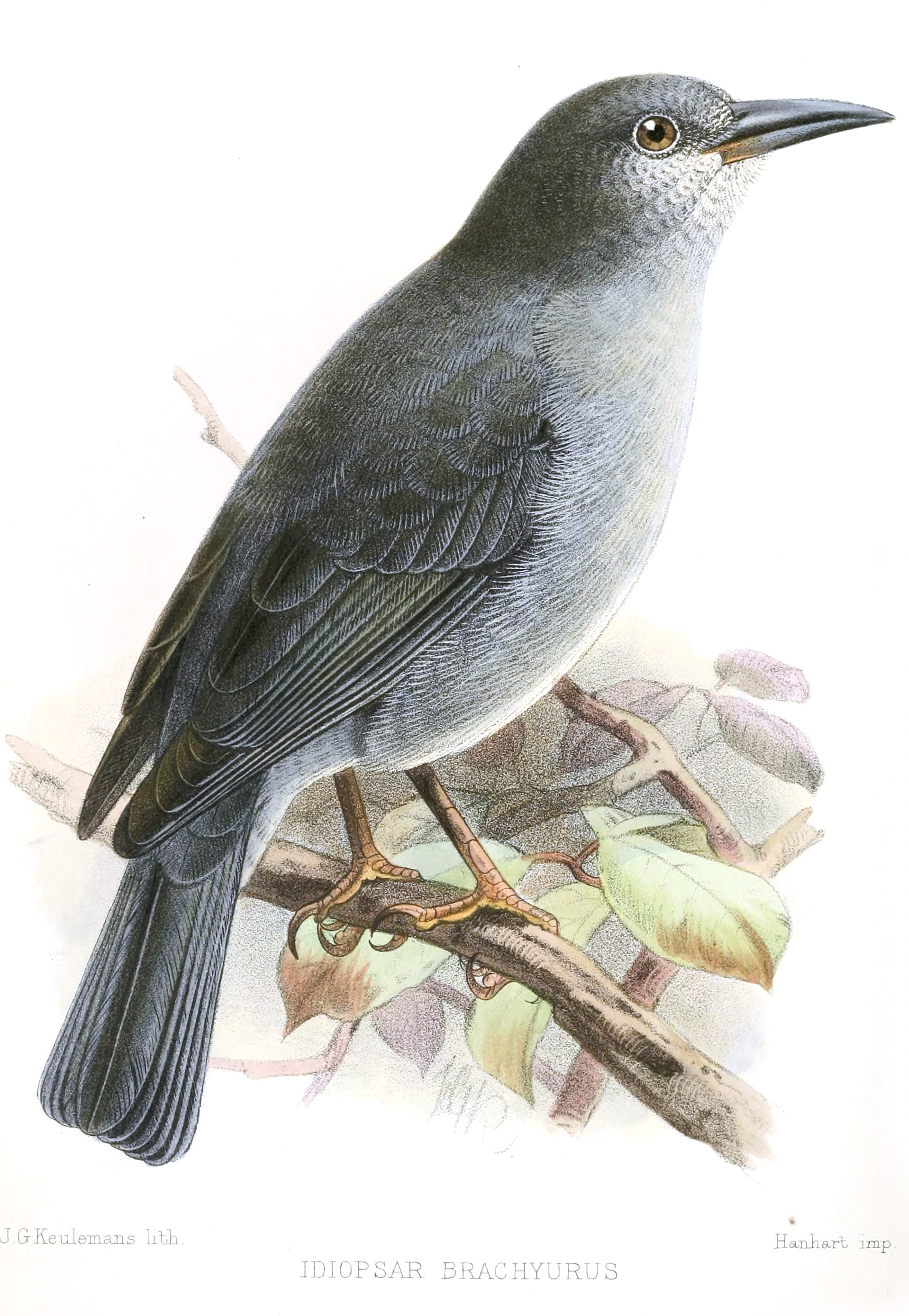
Короткохвоста діука

Діу́ка короткохвоста (Idiopsar brachyurus) — вид горобцеподібних птахів родини саякових (Thraupidae). Мешкає в Андах.

## Поширення і екологія
Короткохвості діуки мешкають на східних схилах Анд на південному сході Перу (Куско), на північному заході і півдні Болівії та на північному заході Аргентини (Жужуй, Сальта, Тукуман). Вони живуть на високогірних луках пуна та серед скель. Зустрічаються на висоті від 3200 до 4600 м над рівнем моря.